# Walter Bernheimer
Walter Ernst Bernheimer (Viena, 8 de dezembro de 1892 – Viena, 14 de dezembro de 1937) foi um astrônomo austríaco.

## Vida
Bernheimer frequentou o ginásio em Innsbruck e estudou física, matemática e astronomia em Innsbruck. A partir de 1919 continuou a estudar em Viena e Uppsala, obtendo em 1922 um doutorado no Observatório de Viena, onde foi professor.
Em 1928 obteve a habilitação em Viena. Em 1931/1932 esteve com uma bolsa Rockefeller em Lund, onde trabalhou com Knut Lundmark. Em 1935 foi professor extraordinário na Universidade de Viena e pesquisou em Florença sobre física do Sol.
Foi colaborador do Handbuch der Physik.